# Неоромантизм
Неороманти́зм (від грец. νέος — молодий, новий і фр. romantisme) — умовна назва естетичних тенденцій, що виникли в світовій культурі, зокрема в літературі, живописі та музиці, який традиційно пов'язують з модерністськими реакціями на позитивізм і натуралізм наприкінці XIX – на початку XX ст. Течія раннього модернізму.

## Виникнення
Н. виник в умовах гострої кризи сцієнтизму та широкого розповсюдження духовного нігілізму в європейській культурі, які часто характеризують метафоричною формулою «загибель богів». У широкому сенсі Н. сполучав різноманітні інтелектуальні реакції науковців, письменників, митців на масову інтернаціоналізацію культури, повсюдну соціалізацію життя, поширення ліберальних цінностей, зокрема етичних настанов у дусі прагматичного індивідуалізму й атомізації суспільного буття на зламі XIX–XX ст. З такої мінливої, майже калейдоскопічної зміни контекстів висвітлення Н. постає як самобутня, багатолика інтелектуальна опозиція, духовний бунт супроти тотальності космополітичного проекту Модерну й водночас як його неодмінна складова. Синхронні та діахронні зв'язки Н. з романтичними ідеями і концептами вирізняються надзвичайною складністю, строкатістю й суперечливістю. Більше того, вони нав'язують різноманітні, часом незвичні інтелектуальні сполучення з іншими культурними та дослідницькими практиками. Н. представлений у концепціях «надлюдини» і «волі до влади» Ф.-В.Ніцше, расових теоріях Ж.-А. де Гобіно, міфологічній естетиці Р.Вагнера, релігійній філософії М.Бердяєва, анархо-синдикалістських доктринах Ж.Сореля, психологічних візіях «еволюції народів та мас» Г. Ле Бона, модерністських інтерпретаціях «бунту мас» Х.Ортеги-і-Гассета та в творчому доробку багатьох інших європейських мислителів кінця XIX – поч. XX ст.

## Загальна характеристика
Стильова тенденція неоромантизму, що виникла на межі XIX–XX ст., генетично пов'язана з класичним романтизмом, досвідом Вальтера Скотта, Джорджа Гордона Байрона, Фенімора Купера, Едгара Алана По, Миколи Гоголя та інших, але при цьому переосмислена в дусі «філософії життя», перейнята тенденціями fin de siècle, запереченням нормативної естетики реалізму та натуралізму, позитивістської традиції картезіанства у мистецтві. Інколи неоромантизм неправочинно співвідносять із декадансом. Вперше поняття з'явилося у художніх колах наприкінці 80-их XIX ст.; французькі критики вживали його, вказуючи на потребу подолання провінційності побутопису, надання пріоритету чуттєвій сфері людини та вишуканому естетизму, неповторній індивідуальності митця й «аристократизму духу». Такими настановами керувалися німецькі та австрійські письменники, що прагнули оновити літературу, позбавити її позитивістської добропорядності.

### Відродження етично-моральних цінностей
Творчість неоромантиків продукувала відродження етично-моральних цінностей (віра, воля, гідність, жертва, ідея, ідеал, мораль, обов'язок, посвята, правда, свідомість, сила, слава, честь тощо) й культу почуттів. Вони виступали як своєрідні мірила вартості цієї версії історіописання, яка разюче контрастувала з космополітичним світом початку XX ст. з його утилітарними стандартами. Н. продукував поширення символістської естетики з її модерністськими образами, зокрема темами міфу, волі та волюнтаризму в історії. Недаремно Н. у культурному і мистецькому відношенні часто поєднується з авангардизмом, експресіонізмом, імпресіонізмом, футуризмом і символізмом. Н. приваблював багатьох європейських мислителів, оскільки створював широкі можливості для розмаїтих інтелектуальних та культурницьких мутацій. Зокрема, хаотичні й розмиті засади Н. спричинилися до модерної актуалізації різноманітних версій відомих політ. проектів: від консерватизму (В. Липинський) до анархізму (Ж. Сорель). Н. як своєрідний стиль мислення становив неабиякий інтерес для інтелектуалів, які репрезентували «недержавні нації» Європи. Зокрема, в польській історіографії поч. XX ст. неоромантичні візії історії представлені в працях Ш. Ашкеназі, О.-М. Бальцера, С. Закшевського, С. Кутшеби та ін. Н. давав змогу не тільки істотно оновити проекти «винайдення» національно-державницьких традицій, а й актуалізував спроби пошуку свого місця в системі європейського Модерну, зокрема, нав'язував розширення діапазону соціальних функцій Кліо. Крім того, неоромантичні конструкції національних історій індивідуалізували та диференціювали уявлення про минувшину, акцентували увагу на її неповторності й своєрідності, абсолютизували риси унікальності, генерували нові соціокультурні імпульси, інтелектуальні зразки і світоглядні орієнтири для громадськості поневолених народів, формулювали оптимістичні настанови, врешті-решт, провокували креативне, динамічне переосмислення циркулюючих теорій та концепцій. За афористичним визначенням німецького філософа й історика Е.Трьольча, неоромантики прагнули подолати «історизм через історизм».

### Персонажі у творах неоромантиків
Як і попередники — представники романтизму XIX століття, неоромантики заперечували прозу «міщанського» життя. Вони оспівували мужність, подвиг, романтику пригод, часто обираючи тлом для своїх сюжетів екзотичні країни. Характерний неоромантичний герой — непересічна сильна особистість, нерідко наділена рисами «надлюдини», вигнанець, що протистоїть суспільній більшості, шукач романтики та пригод.

### Сюжет неоромантичного твору
Сюжетові неоромантичного твору притаманні напруженість, елементи небезпеки, боротьби, таємничі або надприродні події.

## Представники
Неоромантичні ознаки простежуються у таких авторів:

### Зарубіжні автори
- Джозеф Конрад
- Редьярд Кіплінг
- Роберт Льюїс Стівенсон
- Артур Конан Дойль
- Етель Ліліан Войнич
- Джек Лондон
- Томас Майн Рід
- Стефан Ґеорґе
- Генрік Ібсен
- Кнут Гамсун
- Сельма Лагерлеф
- Ейно Лейно
- Едмон Ростан
- Максим Горький
- Олександр Купрін
- Микола Гумільов
- Олександр Грін

### Українські автори
- Юрій Яновський
- Ольга Кобилянська («Людина», «Царівна»)
- Леся Українка («Лісова пісня»)
- Олександр Олесь
- Микола Вороний
- Микола Хвильовий
- Олександр Близько